# Du haut en bas
Pour plus de détails, voir Fiche technique et Distribution.
Du haut en bas est un film franco-allemand réalisé par Georg Wilhelm Pabst sorti en 1933.

## Synopsis
Marie de Ferstel est une jeune professeure d’histoire et de géographie qui, dans l’attente d’un engagement plus approprié, obtient un emploi de femme de chambre à Vienne, grâce à l’intermédiation de M. Berger, directeur d’une agence de placement, et ancien patient du docteur de Ferstel, père de la jeune femme. Depuis que les employeurs, les Binder demandent des références, Berger fournit à Marie un certificat concernant une certaine Marie Kruschina qui, par le passé, s’était adressée à l’agence et dont il trouve dans ses dossiers des lettres de présentation appropriées.
Dans le même immeuble des Binder vit le célèbre footballeur Charles Boulla, idole des habitants de la copropriété et courtisé en vain par une autre habitante du lieu, Paula. Boulla est immédiatement attirée par Marie, qui au départ ne s’intéresse pas à lui.
Parmi les autres locataires de l'immeuble, il y a l'avocat Podeletz, sans travail et appauvri au point de ne plus pouvoir payer son loyer. Il est aidé par la cuisinière des Binder, qui lui remet des plats préparés par elle.
Mme Binder s'avère être une maîtresse de maison intimidante et autoritaire, tandis que son mari tente d'abuser sexuellement de Marie.
Marie aide Boulla à s'élever culturellement. Tandis que Podeletz est expulsé de son appartement, la cuisinière lui vint alors en aide près qu'il aura simulé son suicide.
Enfin, Marie trouve un emploi d'enseignante dans un institut de scolastique de Salzbourg et se prépare à faire ses valises, mais la police fait irruption dans la maison avec l'ordre d'expulser Marie du pays. Un acte d'accusation pour prostitution illégale, ainsi que des casiers judiciaires pour vol, ont été retrouvés dans les archives judiciaires, à l'encontre de Marie Kruschina.
Berger intervient et clarifie l'échange d'identité qu'il a mis en place, de sorte que Marie puisse maintenant partir pour son nouveau lieu de travail et prend congé de Boulla.
Boulla, en conversation avec son manager, a exprimé des doutes sur sa participation au prochain tournoi de football, mais, une fois qu'il a appris que la première étape serait celle de Salzbourg, il  signe l'engagement.
Pendant que les habitants de l'immeuble lise le faire-part de fiançailles de Marie et Boulla, le mariage entre Podeletz et la cuisinière a eu lieu dans la plus grande fantaisie...

## Fiche technique
- Réalisation : Georg Wilhelm Pabst, assisté de Herbert Rappaport, André Michel
- Scénario : d'après la pièce de Ladislaus Bus Fekete
- Adaptation : Anna Gmeyner
- Dialogues : Georges Dolley
- Décors : Ernö Metzner
- Costumes : Max Pretzfelder
- Photographie : Eugen Schüfftan
- Son : Georges Leblond
- Montage : Jean Oser
- Musique : Marcel Lattès
- Compositeur, paroles : Herbert Rappaport
- Chanson : Chaque semaine a 7 jours
- Production : Société des Films sonores Tobis
- Directeur de production : Georges Root
- Pays :  France- Reich allemand
- Langue du film : français
- Format : Noir et blanc -  Son mono (Tobis-Klangfilm) - 1,37:1
- Genre : Comédie
- Durée : 79 minutes
- Date de sortie : 
  - France : 5 décembre 1933 à Paris (Les Miracles) ou 15 décembre 1933 (Source Musée Jean Gabin à Mériel)
- Affiche : Jean-Adrien Mercier

## Distribution
- Jean Gabin : Charles Boula, joueur de football
- Janine Crispin : Marie de Ferstel, étudiante
- Mauricet : M. Binder, le propriétaire
- Vladimir Sokoloff : M. Berger
- Michel Simon : M. Podeletz, avocat ruiné
- Peter Lorre : Beggar, le mendiant
- Milly Mathis : Mme Poldi, la grosse cuisinière
- Margo Lion : Mme Binder, femme du propriétaire
- Catherine Hessling : Pola, l'amoureuse
- Pauline Carton : Mme Kreuzbein, la couturière
- Georges Morton : le concierge
- Pitouto : le balayeur
- Max Lerel : un client
- Christiane Delyne : l'ancienne bonne des Binder
- Micheline Bernard : Résille, une bonne
- Mlle Denisys
- Olga Muriel / Ariane Borg
- Pierre Labry
- Jacques Lerner

## À noter
- À part ce film, Mlle ou Mme Denisys est apparue dans une autre production de 1933, Cette nuit-là de Mark Sorkin.